# Захваткин, Виктор Алексеевич
Ви́ктор Алексе́евич Захва́ткин (2 января 1887, Яранск, Вятская губерния (по другим сведениям — 1 декабря 1880, Екатеринбург) — 14 декабря 1967, Львов) — советский биолог. Специалист в области паразитологии рыб пресных водоёмов, морфологии и анатомии моллюсков.

## Биография
Учился на философском факультете (1908—1909), окончил факультет природной истории Цюрихского университета (1919).
Заведовал кафедрой зоологии в Читинском (1921—1923), Дальневосточном (Владивосток, 1923—1929), Казахском (Алма-Ата, 1929—1932) университетах.
С 1932 по 1944 год возглавлял кафедру зоологии беспозвоночных Пермского (позже — Молотовского) университета. В 1935 году был деканом биологического факультета Пермского университета (временно). Кандидат биологических наук (1935), профессор (1962).
Далее работал в Николаевском пединституте (1944—1946).
В 1946—1962 — доцент, 1947—1954 — заведующий кафедрой, в 1962—1967 — профессор-консультант кафедры зоологии беспозвоночных Львовского университета.

### Семья
Брат биолога А. А. Захваткина?
Жена: Захваткина (Буткевич) Евгения Эдуардовна
Дети: Захваткин Георгий Викторович (1923—2015)
Захваткин Светослав Викторович (1924—2017)

## Научная работа
Изучал паразитов рыб реки Камы, озера Зайсана и Черного Иртыша. В 1936 году обработал коллекции по паразитам рыб сибирских рек, полученные от Всесоюзного Научно-исследовательского института озерно-речного рыбного хозяйства.
Общим направлением научных исследований возглавляемой им в Пермском университете кафедры зоологии беспозвоночных было изучение паразитофауны рыб Камы и других уральских и сибирских рек. Кафедра готовила специалистов-паразитологов и зоологов широкого профиля.
Впоследствии много работал в области сравнительной эмбриологии.
В 1937 и 1938 годах был одним из руководителей комплексной экспедиции в Ильменский государственный заповедник, возглавлял паразитологический отряд. В ходе исследований, проведённых в рамках экспедиции, был выяснен состав паразитов рыб озёр этого заповедника. Эти исследования пополнили данные о географическом распространении разных видов паразитов рыб, позволили установить зависимость паразитофауны от гидробиологии водоемов.
Проводил также эмбриологические исследования по брюхоногим моллюскам.
Начал исследования паразитов сиговых из горных озер, расположенных на юге Сибирского округа. В 1940—1950-е годы исследования по Восточно-Сибирскому участку Сибирского округа Ледовитоморской провинции ограничились рекогносцировочными работами В. А. Захваткина (1936).

## Избранные публикации
- Das Urogenital-System von Ampullaria gigas Spix // Acta Zoologica. — 1920. — № 1.
- Материалы к фауне паразитов рыб р. Камы. — 1935.
- К фауне паразитических червей сибирских рыб. — 1935.
- Паразитофауна рыб оз. Зайсана и р. Черного Иртыша // Уч. зап. Перм. университета, III. — 1938. — № 2. — С. 191—192.
- Захваткин В. А., Ажеганов Н. С. Паразиты рыб озер Ильменского заповедника // Уч. зап. ПГУ, IV. — 1940. — № 1. — С. 3—30.
- Новый метод приготовления микроскопических эмбриологических препаратов // Лабораторная практика. — 1940. — № 11.
- К фауне паразитических червей сибирских рыб // Уч. зап. Перм. ун-та. — 1955. — Т. 1, вып. 1.
- Паразиты рыб водойомов Закарпатской области // Науч. зап. Львов. НП музея АН УССР.. — 1951. — Т. 1.